# Jijel (provincie)
Jijel is een provincie (wilaya) van Algerije. De provincie ligt in het noorden van Algerije aan de Middellandse zee. De hoofdstad van de provincie is Jijel. De provincie heeft een oppervlakte van 2577 km² en een inwonertal van 636.948 (2008). De bevolkingsdichtheid in de provincie is 247 inwoners per km².

## Bestuurlijke indeling
De provincie bestaat uit 11 districten en 28 gemeentes. De districten zijn:
- El Aouana
- Ziama Mansouriah
- Djimla
- Texenna
- Taher
- Chekfa
- El Ancer
- Sidi Maârouf
- El Milia
- Settara
- Jijel

Adrar ·
Aïn Defla ·
Aïn Témouchent ·
Algiers ·
Annaba ·
Batna ·
Béchar ·
Béjaïa ·
Biskra ·
Blida ·
Bordj Bou Arréridj ·
Bouira ·
Boumerdès ·
Chlef ·
Constantine ·
Djelfa ·
El Bayadh ·
El Oued ·
El Tarf ·
Ghardaïa ·
Guelma ·
Illizi ·
Jijel ·
Khenchela ·
Laghouat ·
Médéa ·
Mila ·
Mostaganem ·
M'Sila ·
Mascara ·
Naama ·
Oran ·
Ouargla ·
Oum el-Bouaghi ·
Relizane ·
Saïda ·
Sétif ·
Sidi-bel-Abbès ·
Skikda ·
Souk Ahras ·
Tamanrasset ·
Tébessa ·
Tiaret ·
Tindouf ·
Tipaza ·
Tissemsilt ·
Tizi Ouzou ·
Tlemcen